# 김윤호 (가수)
유노(본명: 김윤호, 1958년 6월 5일 ~ 2021년 2월 19일)는 대한민국의 남성 가수이며 록 음악 보컬 그룹 "서울 패밀리"의 보컬리스트이기도 하다.

## 생애
록 음악 그룹 "서울 패밀리"의 여성 보컬리스트이기도 한 김승미의 남편이고 여성 가수 혜은이의 사촌 제부인 그는 24세 시절이던 1981년 언더그라운드 라이브 클럽에서 록 음악 가수로 첫 데뷔하였고 1984년에는 뮤지컬 배우로도 데뷔하였으며 이후 보컬 강사로도 활동하다가 록 음악 그룹 "서울 패밀리"의 보컬리스트 출신의 김승미와 결혼하고 나서 1995년에는 아내 김승미와 함께 록 음악 보컬 그룹 "서울 패밀리"를 재결성하여 "서울 패밀리"의 보컬리스트로 활동하였다. 2021년 2월 19일 편도암(oropharyngeal cancer)으로 별세하였다.